# The Prosperous Few and the Restless Many
The Prosperous Few and the Restless Many é um livro compilado de três entrevistas revisadas do linguista e ativista político Noam Chomsky feitas por David Barsamian. Elas foram conduzidas originalmente nos dias 16 de dezembro de 1992, 14 e 21 de janeiro de 1993. Publicado pela Odonian Press, trata de assuntos como o NAFTA e a não violência de Mahatma Gandhi.